# 649 a.C.
Il 649 a.C. (DCXLIX a.C. in numeri romani) è un anno  del VII secolo a.C.

## Eventi
- Dopo aver sconfitto il fratello ribelle, Shamash-shum-ukin (650/649a.C.), accede al trono di Babilonia con il probabile nome di Kandalanu, mentre resta anche re dell'Assiria come Assurbanipal.